# Sœurs de la famille du Sacré-Cœur de Jésus
Ne doit pas être confondu avec Sœurs de la Sainte-Famille du Sacré-Cœur.
Les sœurs de la famille du Sacré-Cœur de Jésus (en latin : Congregatio Sororum Familiae a Sacro Corde Iesu) forment une congrégation religieuse féminine enseignante et hospitalière de droit pontifical.

## Histoire
Sur la proposition de son directeur spirituel, Laura Baraggia (1851-1923) entre chez les Ursulines et prend l'habit religieux le 13 mai 1880 devenant le guide d'un groupe d'entre elles. Le 19 septembre suivant, elle prononce ses vœux avec trois compagnes dans la chapelle des jésuites de Sulbiate et commencent la vie commune trois jours plus tard. Le 21 avril 1881, Laura est élue supérieure de la communauté.
Le 4 janvier 1883, Luigi Nazari di Calabiana, archevêque de Milan, approuve les constitutions érigeant en même temps la maison des ursulines, qu'il place sous le vocable du Cœur de Jésus. Le 2 février 1887, Calabiana signe le décret qui accorde à la nouvelle congrégation le nom officiel de Famille du Sacré-Cœur de Jésus et une autonomie complète par rapport aux ursulines. 
Les sœurs de la congrégation s'étendent d'abord en Lombardie, puis dans le sud de l'Italie à partir de 1933. La première maison à l'étranger est fondée en Suisse en 1962. L'institut reçoit le décret de louange le 28 septembre 1894 et ses constitutions sont définitivement approuvées le 27 février 1923.
La fondatrice est reconnue vénérable le 16 avril 2016 par le pape François.

## Activités et diffusion
Les sœurs se dédient à l'enseignement et aux soins des malades.
Elles sont présentes en Italie et en République Démocratique du Congo.
La maison-mère est à Sulbiate.
En 2017, la congrégation comptait 111 sœurs dans 25 maisons.